# Eutima coerulea
Eutima coerulea is een hydroïdpoliep uit de familie Eirenidae. De poliep komt uit het geslacht Eutima. Eutima coerulea werd in 1862 voor het eerst wetenschappelijk beschreven door Agassiz. 